# هنري أ. إدموندسون
هنري أ. إدموندسون هو سياسي أمريكي، ولد في 20 أكتوبر 1833 في مقاطعة هاليفاكس في الولايات المتحدة، وتوفي في 28 ديسمبر 1918 في هالفيكس في الولايات المتحدة. نشط حزبياً في الحزب الديمقراطي. وقد انتخب عضو مجلس ولاية فرجينيا ‏.